# Reforma militară rusă din 2008

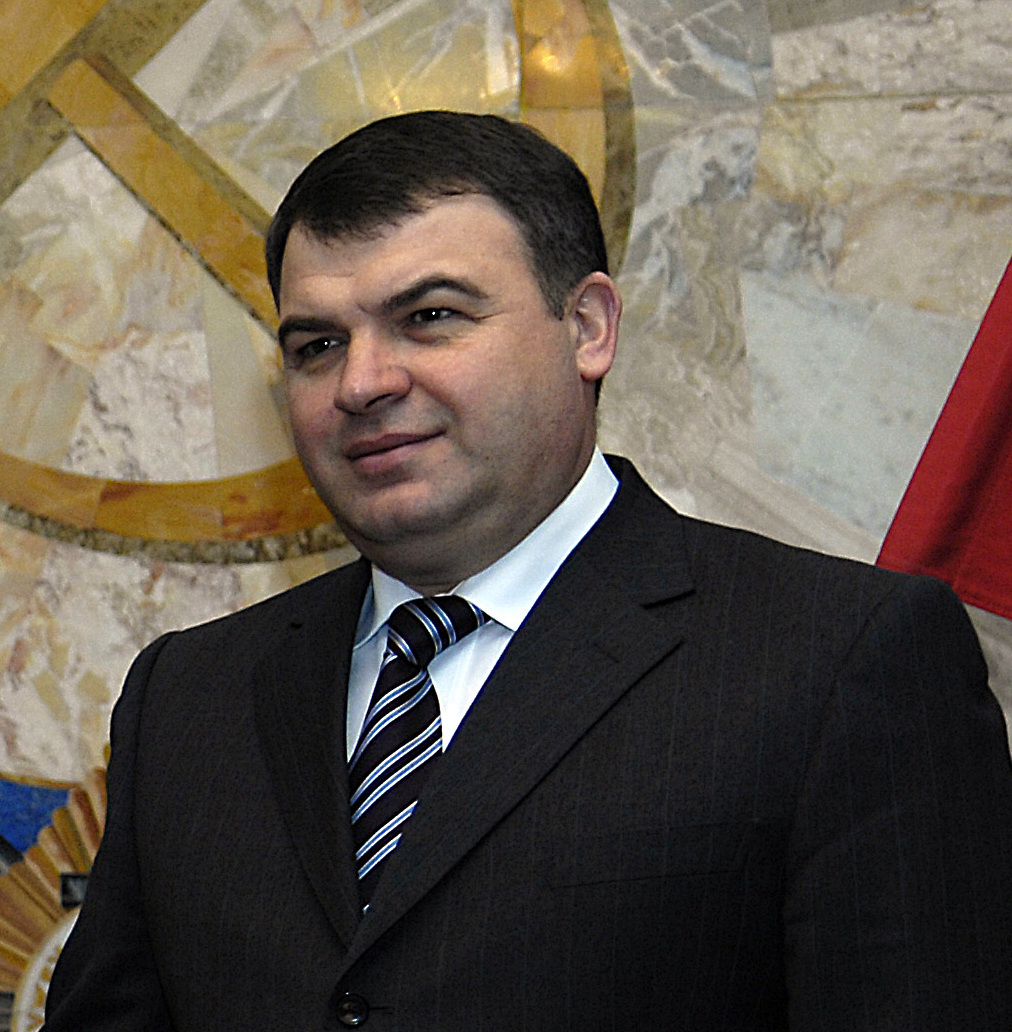
Serdiukov considerat ca fiind ideologul reformei militare

În octombrie 2008 au fost anunțate reforme semnificative ale Forțelor Armate ale Rusiei de către ministrul Apărării, Anatoli Serdiukov, iar în 2009 au început reorganizarea structurală majoră. Obiectivele declarate ale reformei sunt reorganizarea structurii și lanțului de comandă în armata rusă și reducerea armatei în dimensiune. 
Elementele cheie ale reformelor anunțate în octombrie 2008 au fost:
- reducerea forțelor armate până la un număr de un milion de militari până în 2012;
- reducerea numărului de ofițeri;
- centralizarea formării ofițerilor de la 65 de școli militare în 10 centre de formare militară "sistemică";
- crearea unui corp profesionist de subofițeri;
- reducerea dimensiunii comandamentului central;
- introducerea unui număr mai mare de personal logistic și civil auxiliar;
- reorganizarea rezervelor; reorganizarea armatei într-un sistem de brigade;
- reorganizarea forțelor aeriene într-un sistem fundamentat pe baze aeriene în locul regimentelor.

## Personalul militar
O parte esențială a reformei militare este reducerea acesteia. Până la începutul reformei, în Forțele Armate ale Rusiei existau aproximativ 1,13 milioane de persoane active. Reducerea planificată la 1 milion de militari va fi realizată între anii 2016 și 2022. În mare măsură, reducerile se va face în cadrul ofițerilor, care reprezentau aproximativ o treime din puterea totală a Forțelor Armate: aceasta va fi redusă la 15%.
Militarii încorporați se reduc în funcție de tabelul următor: 
| Categorie de militari după grad | 1 septembrie 2008 | 1 decembrie 2009 | Planificat pentru 2012 | Diferențe |
| ------------------------------- | ----------------- | ---------------- | ---------------------- | --------- |
| General                         | 1,107             | 780              | 866                    | −22 %     |
| Colonel                         | 15,365            |                  | 3,114                  | −80 %     |
| Locotenent-colonel              | 19,300            |                  | 7,500                  | −61 %     |
| Maior                           | 99,550            |                  | 30,000                 | −70 %     |
| Căpitan                         | 90,000            |                  | 40,000                 | −56 %     |
| Locotenent major                | 30,000            |                  | 35,000                 | +17%      |
| Locotenent                      | 20,000            |                  | 26,000                 | +30%      |
| Total ofițeri                   | 365,000           |                  | 142,000                | −61 %     |
| Praporgic                       | 90,000            | 0                | 0                      | −100 %    |
| Elevi ofițeri                   | 50,000            | 0                | 0                      | −100 %    |

În data de 4 aprilie 2011, generalul-colonel Vasili Smirnov, șeful adjunct al Statului Major General a declarat, că forțele reformate vor consta din 220.000 de ofițeri, 425.000 militari cu contract și 300.000 de soldați recrutați.